# Saut du gol (Vanuatu)
Pour les articles homonymes, voir Gol.

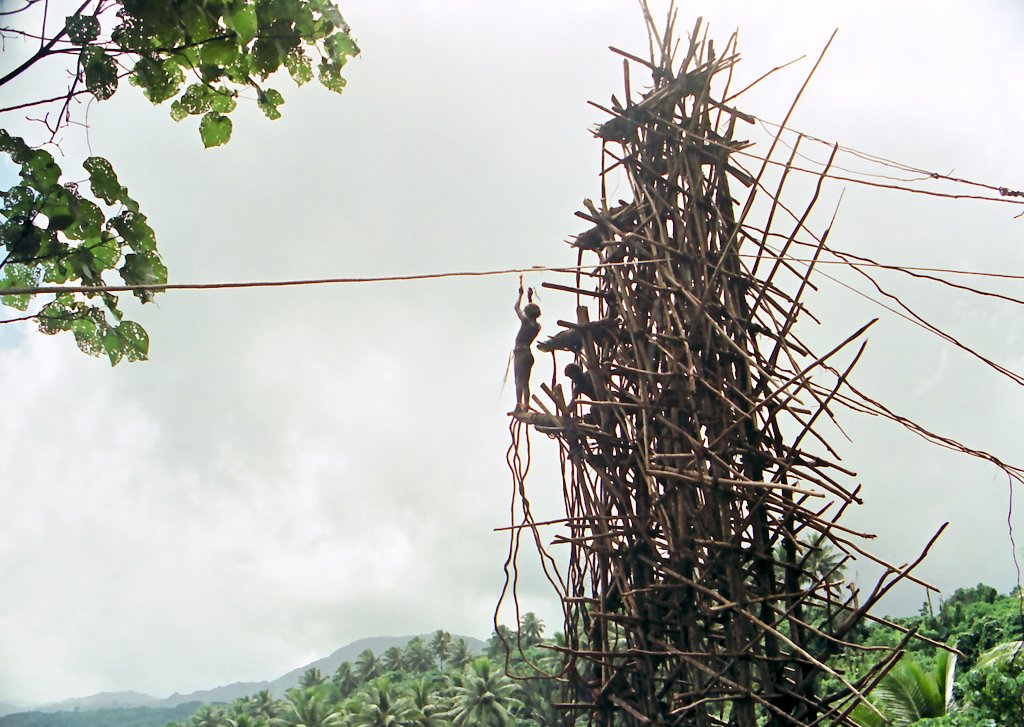
Un homme s'apprêtant à sauter d'une des plateformes du gol.

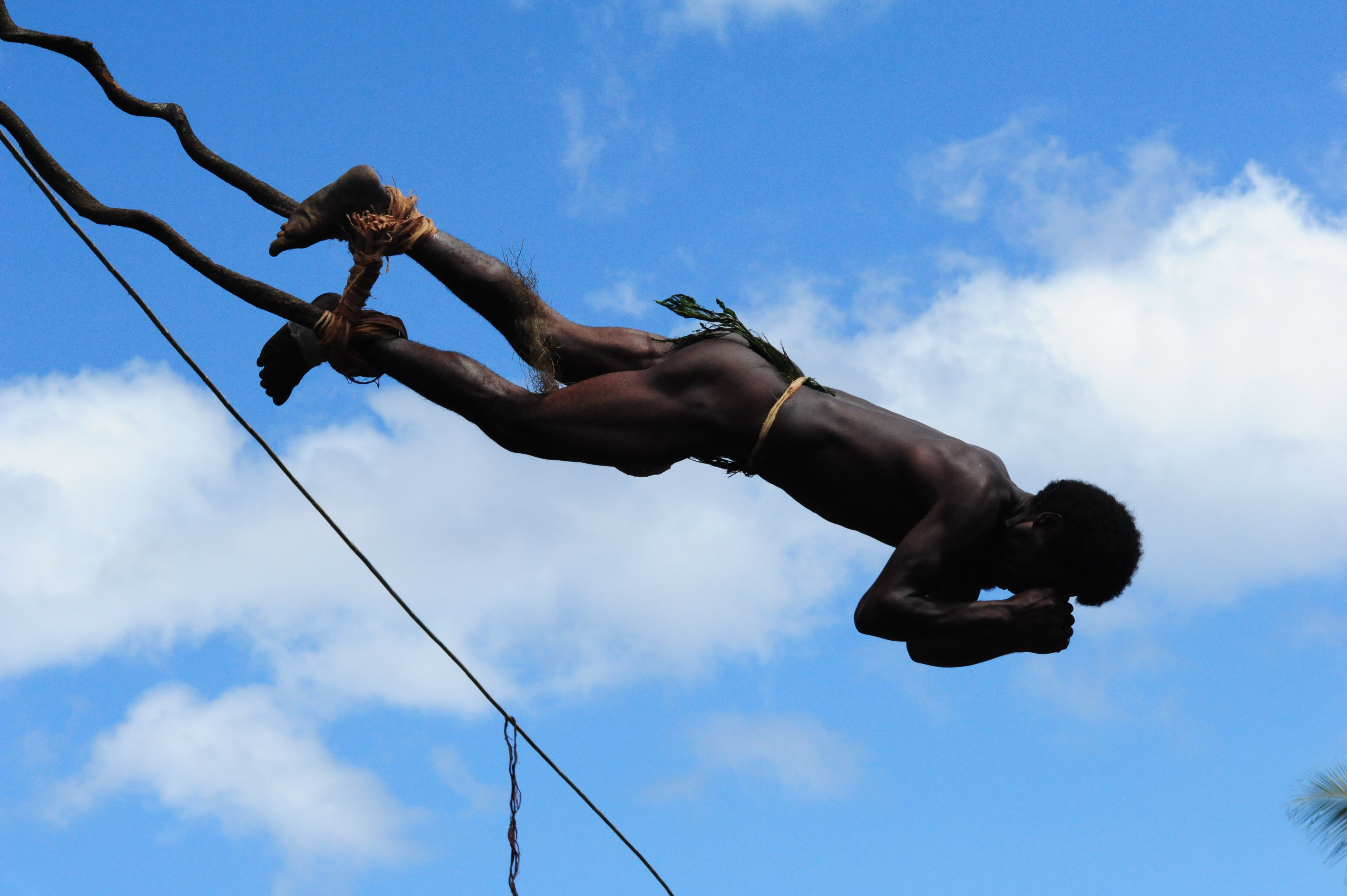
Un sauteur en action.

Le saut du gol ou cérémonie du gol, est un rite saa, au sud de l'île de Pentecôte (Vanuatu). Il consiste pour des hommes à se jeter dans le vide du haut d'une tour de bois (en sa le gol et en bichelamar le nanggol), une liane d'igname attachée aux chevilles. 
Le saut du gol est associé à l'île de Pentecôte mais des activités proches se déroulent également sur d'autres îles du Pacifique. 
Le saut du gol revêt plusieurs significations culturelles : il est une cérémonie dont l'objectif est de garantir de bonnes récoltes mais est également un rite initiatique pour les jeunes hommes. 
Le saut du gol a lieu lors de la saison de la récolte des ignames, période durant laquelle les lianes de cette tubercule sont souples et résistantes, permettant un meilleur amorti des chocs en fin de chute. Le gol est également conçu pour améliorer l'absorption des chocs : la plateforme sommitale est conçue pour se briser partiellement et capter ainsi une partie de l'énergie. 
Le saut du gol a inspiré le néo-zélandais pionnier du saut à l'élastique Alan John Hackett. 

## Description
Le saut du gol est une cérémonie saa (île de Pentecôte) durant laquelle des hommes se jettent dans le vide les pieds attachés à une liane d'igname,. Il s'agit d'un rite aux fonctions multiples : obtention de bonnes récoltes ou rite initiatique pour les jeunes hommes.
Les sauteurs sautent depuis des plateformes positionnées à différentes hauteurs. Ils sont retenus au gol par une liane d'igname accrochée aux chevilles. Cette liane a pour fonction de stopper leur chute à proximité du sol. La période de l'année durant laquelle les sauts ont lieu est caractérisée par l'humidité permetant de maximiser les performances élastiques des lianes.
La pratique du rite est fortement encadrée par les coutumes locales. La période des sauts correspond à celle de la récolte des ignames et les dates des sauts doivent être autorisées par les chefs coutumiers. Le non-respect de leurs décisions est source de conflits pouvant parfois dégénérer en violences.
La cérémonie est accompagnée d'agréments sonores et musicaux (ex : cris ou sifflements) dont le but est d'encourager les sauteurs.
Le gol (la tour) est en bois. La plateforme sommitale se trouve généralement à une hauteur d'environ 30 mètres. La structure des plateformes est relativement faible : le but est qu'elle se brise, améliorant ainsi l'absorption de l'énergie générée par le choc de fin de chute.
Le rite est fortement associé à l'île de Pentecôte. Toutefois, des traces de rites proches (sauts depuis des hauteurs élevées, accroché par une liane d'igname) existent sur d'autres îles du Pacifique comme l'île Malekula ou l'île Ambrym.
Popularisé dans la seconde moitié du XXe siècle par des reportages et documentaires, le saut du gol est devenu un vecteur touristique important. Cette pression économique engendre des conflits, opposant notamment les tenants d'une vision culturelle du saut du gol à ceux prônant une approche évènementielle et touristique. Les spécialistes expliquent ainsi que des modifications du rite sont demandées pour satisfaire les touristes ou les équipes de tournages. De plus, des tensions peuvent apparaître entre les différentes tribus locales pour l'organisation de sauts à des fins touristiques et le partage des gains financiers engendrés par cette activité.
Le saut du gol est une activité risquée durant laquelle des accidents peuvent survenir : des sauteurs meurent parfois après avoir percuté le sol ou des participants meurent à la suite de l'effondrement d'un gol.

## Histoire
À partir des années 1920, la cérémonie du saut du gol tend à disparaître.
En 1974, un sauteur meurt en s'écrasant au sol lors d'une démonstration donnée pour la souveraine britannique Élisabeth II.
Au cours des années 2000 et 2010, des tensions opposent les habitants de l'île ou leurs représentants culturels avec les médias ou les opérateurs touristiques. En 2008, l'effondrement d'un gol tue une personne et fait plusieurs blessés après qu'une équipe de télévision américaine se soit obstinée pour qu'une cérémonie ait lieu malgré une interdiction coutumière. Cet accident déclenche les critiques des autorités locales et fait dire au chef saa qu'une malédiction frappe les personnes ne respectant pas les interdictions coutumières. Quelques années plus tard, des tribus s'opposent violemment sur la tenue de cérémonie non autorisées par les autorités coutumières. Ainsi en 2015, un groupe de villageois mené par un chef coutumier attaque et détruit un gol dont la construction et la cérémonie n'avait pas été autorisée par la chefferie.

## Inspiration
Le saut du gol fait partie des inspirations ayant conduit au développement du saut à l'élastique, notamment pour le néo-zélandais Alan John Hackett. 